# Wincentów (Kielce)
Pour les articles homonymes, voir Wincentów.
Wincentów est une localité polonaise de la gmina de Piekoszów, située dans le powiat de Kielce en voïvodie de Sainte-Croix.